# Pedaja (Bibel)
Pedaja (hebräisch פְּדָיָה pədājāh) war der Name mehrerer im Alten Testament erwähnter Personen.

## Name
Der Name Pedaja bzw. Pedajahu setzt sich aus den Elementen פדה pdh und dem Gottesnamen יהוה jhwh zusammen und bedeutet: „der Herr hat errettet“, „der Herr hat losgekauft“, „der Herr hat befreit“.

## Großvater König Jojakims
Die Mutter König Jojakims war die Tochter Pedajas aus Ruma (2 Kön 23,36 ).

## Sohn Jojachins
In 1. Chronik 3,18–19  wird in einer Liste der Nachkommen Davids, ein Pedaja als Sohn Jojachins, des von Nebukadnezar gefangengenommenen letzten Königs von Juda, genannt. Dieser Pedaja ist der einzige Namensträger, der die Langform des Namens פְּדָיָהוּ pədājāhū trägt.
Als Namen der Söhne Pedajas werden Serubbabel und Schimi genannt. 

## Mann aus dem Stamm Manasse
Im 1. Chronik 27,20  wird ein Joël aus dem Stamm Manasse als Anführer einer Heeresabteilung zur Zeit König Davids genannt. Dessen Vater hieß Pedaja.

## Am Wiederaufbau der Stadtmauer Beteiligter
In Nehemia 3,25  wird von einem Pedaja, dem Sohn des Parosch, berichtet, der am Wiederaufbau der Stadtmauer Jerusalems beteiligt war.

## An der Verlesung des Gesetzes durch Esra Beteiligter
In Nehemia 8 wird von der Verlesung des Gesetzes des Moses durch Esra berichtet. Esra stand dabei auf einer Kanzel aus Holz, die eigens dafür errichtet worden war. In Nehemia 8,4  wird eine Reihe von Personen genannt, die dabei neben ihm standen. Die erstgenannte Person auf der linken Seite ist ein Pedaja.

## Mann aus dem Stamm Benjamin
In Nehemia 11 wird eine Liste von Personen aus den Stämmen Juda und Benjamin genannt, die das zerstörte Jerusalem wieder neu besiedelten. In Nehemia 11,7  wird dabei Sallu aus dem Stamm Benjamin genannt, zu dessen Vorfahren ein Pedaja gehörte.